# 谢勋寁
谢勋寁 PMW（1968年1月9日—），本名谢顺吉，出生於霹靂州怡保，馬來西亞前男子羽毛球運動員。其羽球生涯最大成就之一，是於1992年搭配蘇明強贏得關鍵的一點，為馬來西亞國家隊奪得睽違25年的湯姆斯盃。

## 經歷
謝順吉專攻男子雙打，自1986年起開始代表馬來西亞國家隊參加比賽。在他的選手生涯中，常與不同的隊友搭配，包括王明忠（1986-1989）、蘇明強（1990-1994）、鍾騰福（1998）等，而最長期的伙伴則為葉錦福。
在1992年湯姆斯盃的決賽裡，馬來西亞隊在前三點以2:1領先印尼隊。謝順吉在第四點（雙打）搭配隊友蘇明強出賽，結果以15:12、10:15、15:8擊敗印尼組合里奇·蘇巴吉亞與雷克西·邁納基，拿下致勝點，為馬來西亞國家隊奪得睽違25年的獎盃。
他曾與葉錦福一起參加1996年夏季奧林匹克運動會羽毛球比賽男子雙打項目。他們在首輪輪空，然後在四分之一決賽擊敗韓國組合河泰權與姜京珍。在決賽中，他們以15-5、13-15、12-15輸給印尼組合雷克西·邁納基與里奇·蘇巴吉亞而獲得銀牌，而前者後來成為馬來西亞國家隊男子雙打教練。
謝順吉于2005年获选为马来西亚十大杰出青年。
2015年，50岁的谢勋寁获馬來西亞羽毛球協會聘请为男双教练，随后在2017年6月正式担正男双主教练，以取代离职的颜伟德。不过，由于大马男双的成绩停滞不前，加上国家队球员对于谢勋寁的执教方法失去信任以及感到不满，羽总邀来印尼籍教练保鲁斯取代他担任主教练一职，谢勋寁则退为教练。

## 主要比賽成績
只列出曾進入準決賽的國際賽事成績：
| 年份   | 賽事               | 公開賽級別 | 項目     | 拍檔   | 成績   |
| ------ | ------------------ | ---------- | -------- | ------ | ------ |
| 1996年 | 香港羽毛球公開賽   |            | 男子雙打 | 葉錦福 | 亞軍   |
| 2008年 | 紐西蘭羽毛球大獎賽 | 大獎賽     | 男子雙打 | 王明忠 | 準決賽 |

| 2007-2017年 | 首要超級賽 | 超級賽 | 黃金大獎賽 | 大獎賽 | 國際挑戰賽 | 國際系列賽 | 未來系列賽 | 其他 |

## 外部連結
- 谢勋寁在世界羽球聯盟的登錄資料